# Osteoglophone Dysplasie
Die Osteoglophone Dysplasie ist eine sehr seltene angeborene Skelettdysplasie mit den Hauptmerkmalen Kleinwuchs, abnormales Gesicht (Gesichtsdysmorphie), vorzeitiger Verschluss der Schädelnähte (Kraniosynostose) und Strukturveränderung an den Metaphysen der langen Röhrenknochen.
Der Wortbestandteil glophon bedeutet ‚ausgehöhlt‘ und bezieht sich auf die Veränderungen der Metaphyse im Röntgenbild.
Synonyme sind: Kleinwuchs, osteoglophoner; osteoglophoner Minderwuchs; Fairbank-Keats-Syndrom
Die Erstbeschreibung stammt aus dem Jahre 1951 durch den Radiologen und Orthopäden Harold Arthur Thomas Fairbank (1876–1961). Die Bezeichnung wurde im Jahre 1980 vom Humangenetiker Peter Beighton und Mitarbeiter geprägt.

## Verbreitung
Die Häufigkeit wird mit unter 1 zu 1.000.000 angegeben, bislang wurde über etwa 10 Betroffene berichtet. Die Vererbung erfolgt autosomal-dominant.

## Ursache
Der Erkrankung liegen Mutationen im FGFR1-Gen auf Chromosom 8 Genort p11.23 zugrunde, welches für den Fibroblasten-Wachstumsfaktor-Rezeptor 1 kodiert.
Mutationen in diesem Gen liegen auch bei folgenden Erkrankungen zugrunde:
- Enzephalo-kranio-kutane Lipomatose
- Hartsfield-Syndrom[7]
- Jackson-Weiss-Syndrom
- Kallmann-Syndrom Typ 2
- Pfeiffer-Syndrom
- Trigonocephalie Typ 1 (isolierte)[8]

## Klinische Erscheinungen
Klinische Kriterien sind:
- prämature Nahtsynostose mit Turmschädel
- Gesichtsdysmorphie mit hypoplastischem Oberkiefer, mandibulärer Prognathie, prominenter Stirn, flacher Nasenwurzel, Mittelgesichtshypoplasie, Makroglossie
- vorstehende Augen, Hypertelorismus
- kurzer Hals
- verlegte Nasenwege
- rezidivierende Luftwegsinfekte
- Ernährungsschwierigkeiten, Gedeihstörung
- Minderwuchs
- verzögerte Dentition mit zahlreichen retinierten Zähnen
- leichte Entwicklungsretardierung
- gelegentlich obstruktiver Hydrocephalus
- kurze, verbogene Gliedmaßen, kurze und breite Hände und Finger sowie flache Füße
- normale Intelligenz

## Diagnose
Im Röntgenbild findet sich eine prämature Nahtsynostose und submetaphysäre fibröse Knochendefekte, Bild der fibrösen Dysplasie und Platyspondylie.

## Differentialdiagnostik
Abzugrenzen ist die Hypophosphatasie.

## Therapie
Eine ursächliche Behandlung ist nicht bekannt.